# Zalog pri Šempetru
Zalog pri Šempetru (Duits: Edelhof) is een plaats in Slovenië en maakt deel uit van de gemeente Žalec in de NUTS-3-regio Savinjska. De plaats telde 121 inwoners op 1 januari 2020.

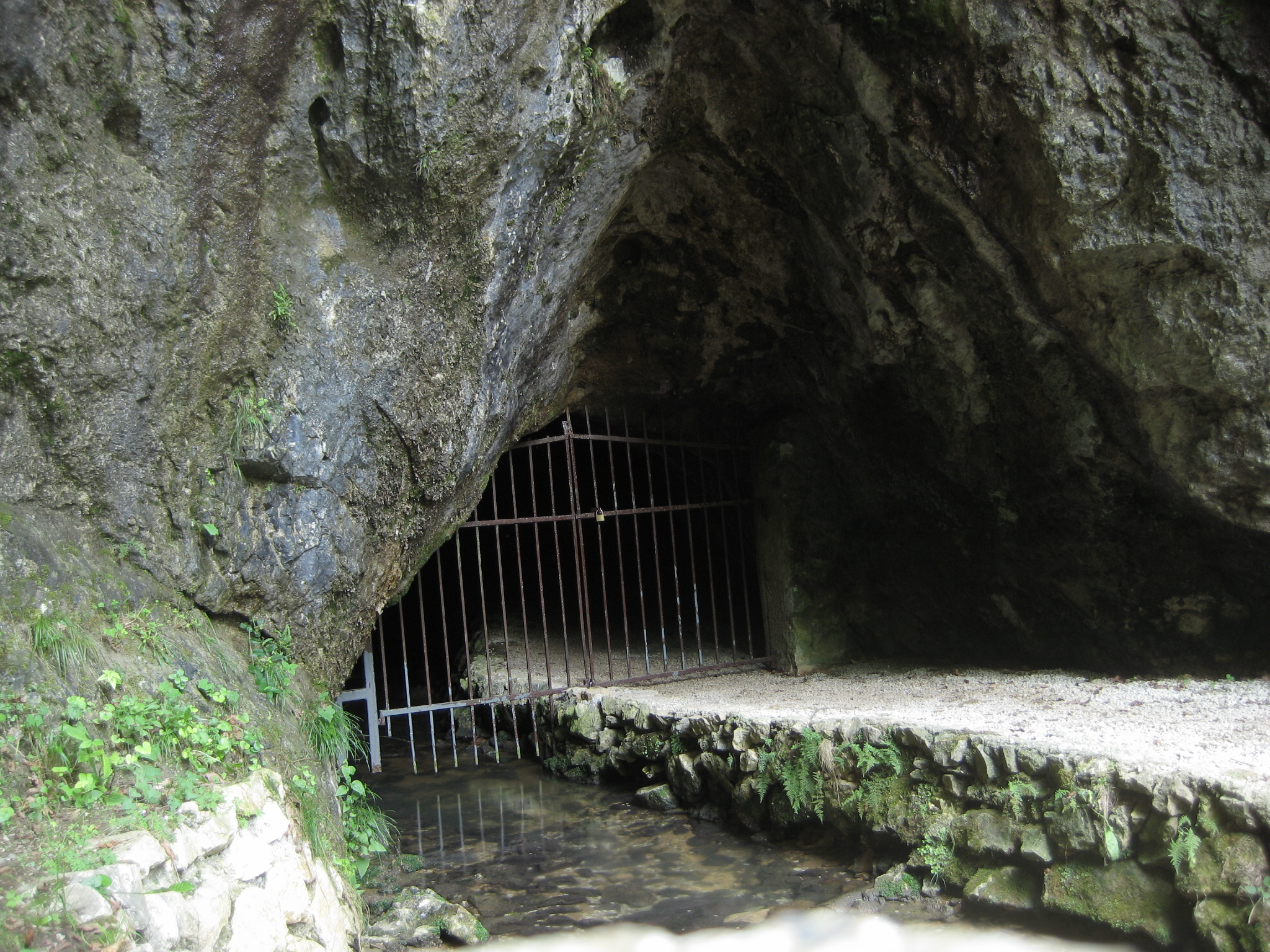
Grot